# Šúľance

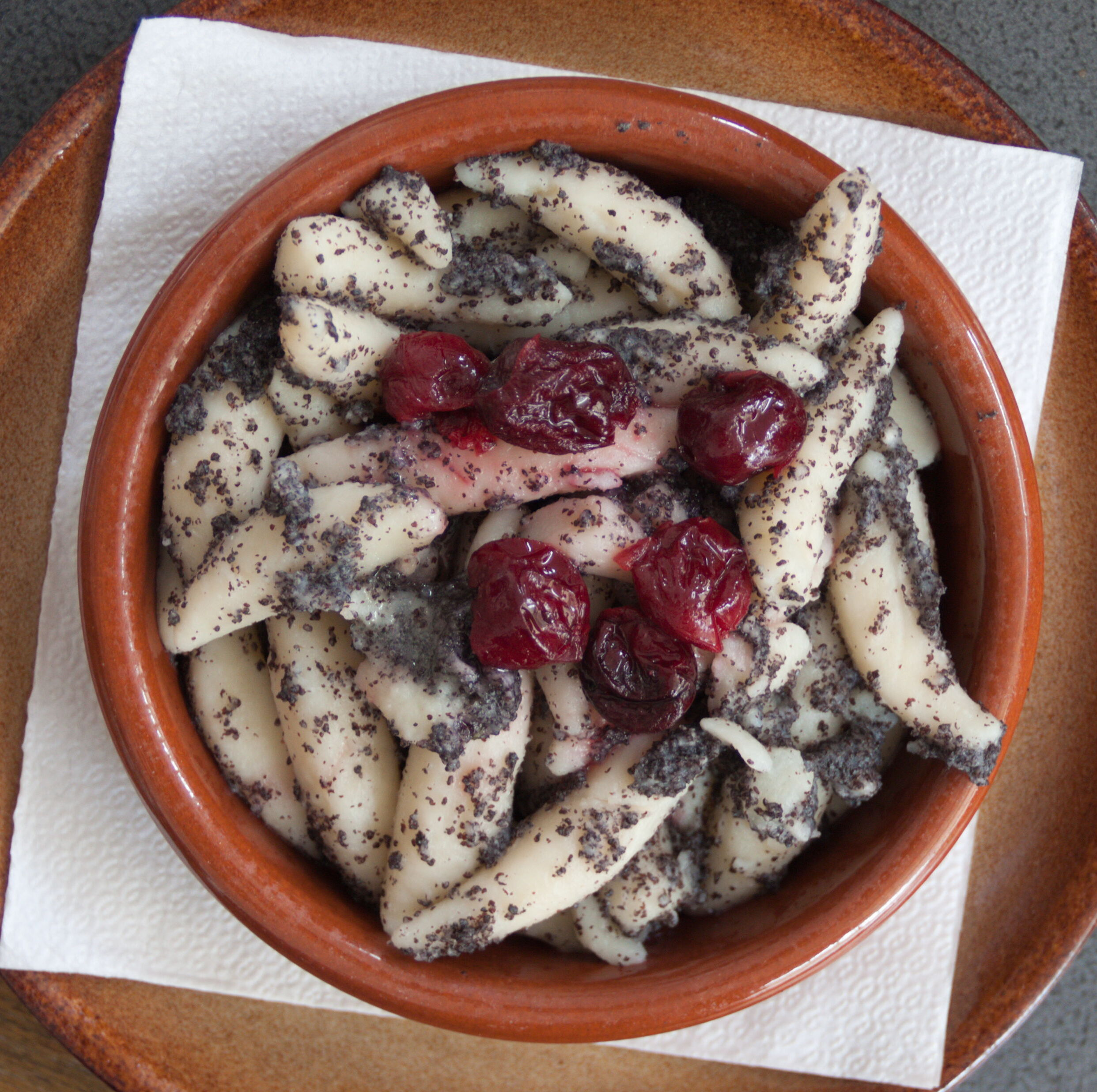
Die šúľance mit Mohnsamen

Die šúľance (IPA: ['ʂuːʎantse], wörtlich Rollen, im Singular der šúľanec, dialektal bedere, cibliky, cikoški, kokocíky, kokoški, kokošky, šuferle oder škorce) sind slowakische Nocken aus Kartoffeln mit Zucker oder Mohnsamen bestreut. Der Name des Gerichts kommt vom slowakischen Wort šúľať, was „rollen“ bedeutet.
Im Jahr 2018 fand in Piešťany ein šúlance-Rollwettbewerb namens „Budeme šúľať“ statt.